# Guidonim
Guidonim (גדעונים) est une association composée de jeunes gens de Zihron Yaakov, fondée en 1913 durant la fête de Soukkot. Elle eut à sa tête Alexander Aharonson (le frère de Sara et de Aharon). Le but de l'association est d'unifier et organiser la jeunesse de Zihron Yaakov en vue de la défense des personnes et des biens du village. Différents facteurs sont à l'origine de la création de Guidonim; la volonté exprimée par les jeunes de Zihron Yaakov de s'unifier autour d'idées nouvelles et différentes de celles que partage la population ouvrière, le mécontentement de la jeunesse face au manque de vie sociale organisée, les rudes conditions de travail en rigueur et les divergences idéologiques quant à la définition du travail sioniste.
Les règles des Guidonim interdisent toute publicité au sujet des activités de l'association, parmi lesquelles on compte la défense armée, l'acquisition d'armes et l'entraînement à la discipline militaire.
Les membres des Guidonim sont encouragés un premier temps par leurs leaders à rejoindre les rangs de l'armée ottomane, au sein de laquelle ils deviennent responsables de la défense des champs agricoles et des vergers et se trouvent engagés dans différentes embuscades préventives. L'association des Guidonim, affaiblie par les mobilisations effectuées par l'armée ottomane durant la Première Guerre mondiale et par la création du réseau Nili, n'existera que durant 14 mois.